# Eibiswald
Eibiswald (tiếng Slovene: Ivnik) là một đô thị thuộc huyện Deutschlandsberg thuộc bang Steiermark, nước Áo. Đô thị Eibiswald có diện tích 15,99 km², dân số thời điểm năm 2016 là 6792 người.